# Dorcadion argonauta
Dorcadion argonauta är en skalbaggsart som beskrevs av Suvorov 1913. Dorcadion argonauta ingår i släktet Dorcadion och familjen långhorningar. Inga underarter finns listade i Catalogue of Life.